# Uahuka affinis
Uahuka affinis is een spinnensoort in de taxonomische indeling van de hangmatspinnen (Linyphiidae).
Het dier behoort tot het geslacht Uahuka. De wetenschappelijke naam van de soort werd voor het eerst geldig gepubliceerd in 1935 door Lucien Berland.